# Projekt Seal
Projekt Seal – tajny, amerykańsko-nowozelandzki program wojskowy z okresu II wojny światowej, którego zadaniem było opracowanie „bomby tsunami” (ang. tsunami bomb), kontrolowanego wybuchu będącego w stanie wywołać sztuczną falę tsunami.

## Historia
To, że duże eksplozje mogły powodować powstanie dużych i niszczących fal znane było od dawna, na przykład tsunami powstałe po erupcji Krakatoa w 1883 było odpowiedzialne za przynajmniej 36 tysięcy ofiar śmiertelnych. Wiedziano także, że sztuczne eksplozje mogą spowodować powstanie fal, na przykład eksplozja statku z bronią na kanale La Manche w 1915 spowodowała powstanie niewielkiej fali pływowej zaobserwowanej na wybrzeżu Wielkiej Brytanii. W czasie II wojny światowej amerykański oficer United States Navy E. A. Gibson zauważył, że wyburzanie raf koralowych ładunkami wybuchowymi czasami powodowało znaczne fale, dało mu to pomysł na stworzenie „bomby tsunami”. W czerwcu 1944 stworzono tajny Projekt Seal pod kierownictwem nowozelandzkiego profesora Thomasa Leecha, którego zadaniem było opracowanie takiej właśnie bomby.
W ramach projektu w latach 1944–45 w okolicach Nowej Kaledonii i półwyspu Whangaparaoa przeprowadzono około 3700 próbnych wybuchów. W trakcie eksperymentów udało się wytworzyć fale, które osiągnęły wysokość do około dziesięciu metrów. Według wyliczeń do wywołania tsunami o wielkości równej naturalnym tego typu falom potrzebnych było około dwóch milionów kilogramów materiałów wybuchowych.
Rządy Stanów Zjednoczonych i Wielkiej Brytanii uważały, że „bomba tsunami” może być realną alternatywą do powstającej wówczas w ramach Programu Manhattan bomby atomowej. Ostatecznie projekt został zakończony w 1945, a dwa lata później w 1947 Leech otrzymał Order Imperium Brytyjskiego za prace nad rozwojem tej broni.
Już po zakończeniu programu w Nowej Zelandii kontynuowano niezależne badania nad tego typu wybuchami, które ostatecznie zakończono w latach 50. Istnieją także przypuszczenia, że podobne badania prowadzono w Związku Radzieckim w czasach zimnej wojny z myślą o ataku na południowe regiony Wielkiej Brytanii i Holandię.